# Copa Petrobras Montevideo 2008
Il Copa Petrobras Montevideo 2008 è stato un torneo di tennis facente parte della categoria ATP Challenger Series nell'ambito dell'ATP Challenger Series 2008. Il torneo si è giocato a Montevideo in Uruguay dal 13 al 19 ottobre 2008 su campi in terra rossa e aveva un montepremi di $75 000+H.

## Vincitori

### Singolare
Peter Luczak ha battuto in finale  Nicolás Massú per walkover

### Doppio
Franco Ferreiro /  Flávio Saretta hanno battuto in finale  Daniel Gimeno Traver /  Rubén Ramírez Hidalgo con il punteggio di 6–3, 6–2.